# Olympische Winterspiele 1964/Teilnehmer (Kanada)
| Gelbes Symbol für Goldmedaillen mit stilisierten Olympischen Ringen | Graues Symbol für Silbermedaillen mit stilisierten Olympischen Ringen | Braundes Symbol für Bronzemedaillen mit stilisierten Olympischen Ringen |
| ------------------------------------------------------------------- | --------------------------------------------------------------------- | ----------------------------------------------------------------------- |
| 1                                                                   | 1                                                                     | 1                                                                       |

Kanada nahm an den IX. Olympischen Winterspielen 1964 im österreichischen Innsbruck mit einer Delegation von 55 Athleten in acht Disziplinen teil, davon 43 Männer und 12 Frauen. Mit jeweils einer Gold-, einer Silber- und einer Bronzemedaille landete Kanada auf dem zehnten Platz im Medaillenspiegel.
Fahnenträger bei der Eröffnungsfeier war der Eisschnellläufer Ralf Olin.

## Teilnehmer nach Sportarten

### Bob
Männer, Zweier
- John Emery, Gordon Currie (CAN-1)
11. Platz (4:28,87 min)

- Victor Emery, Peter Kirby (CAN-2)
4. Platz (4:23,49 min)

Männer, Vierer
- Victor Emery, Peter Kirby, Douglas Anakin, John Emery (CAN-1)
Gold  (4:14,46 min)

- Monty Gordon, Chris Ondaatje, David Hobart, Gordon Currie (CAN-2)
14. Platz (4:19,78 min)

### Eishockey
Männer
| - Hank Akervall - Gary Begg - Roger Bourbonnais - Kenneth Broderick - Ray Cadieux - Terry Clancy - Brian Conacher - Paul Conlin | - Gary Dineen - Bob Forhan - Marshall Johnston - Seth Martin - Barry MacKenzie - Terry O’Malley - Rod Seiling - George Swarbrick |

- 4. Platz

### Eiskunstlauf
Männer
- Donald Knight
9. Platz (1746,6)

- William Neale
16. Platz (1667,7)

- Charles Snelling
13. Platz (1705,5)

Frauen
- Petra Burka
Bronze  (1940,0)

- Wendy Griner
10. Platz (1775,3)

- Shirra Kenworthy
12. Platz (1756,3)

Paare
- Linda Ward & Neil Carpenter
16. Platz (84,2)

- Faye Strutt & Jim Watters
14. Platz (85,3)

- Debbi Wilkes & Guy Revell
Silber  (98,5)

### Eisschnelllauf
Männer
- Ralf Olin
500 m: 39. Platz (44,2 s)
1500 m: 37. Platz (2:19,7 min)
5000 m: 25. Platz (8:18,2 min)
10.000 m: 15. Platz (16:53,3 min)

- Gerald Koning
1500 m: 47. Platz (2:24,0 min)
5000 m: 35. Platz (8:26,9 min)

Frauen
- Doreen McCannell
500 m: 13. Platz (48,0 s)
1000 m: 13. Platz (1:39,4 min)
1500 m: 13. Platz (2:32,7 min)
3000 m: 8. Platz (5:26,4 min)

- Doreen Ryan
500 m: 10. Platz (47,7 s)
1000 m: 11. Platz (1:38,7 min)
1500 m: 16. Platz (2:34,0 min)
3000 m: 24. Platz (5:46,5 min)

### Rennrodeln
Männer, Einsitzer
- Douglas Anakin
dritter Lauf nicht beendet

### Ski Alpin
Männer
- Gary Battistella
Abfahrt: 28. Platz (2:27,74 min)
Riesenslalom: disqualifiziert

- Jean-Guy Brunet
Abfahrt: 25. Platz (2:26,59 min)
Riesenslalom: 27. Platz (1:59,60 min)
Slalom: im Finale disqualifiziert

- Peter Duncan
Abfahrt: 34. Platz (2:30,06 min)
Riesenslalom: 26. Platz (1:58,44 min)
Slalom: 19. Platz (2:19,10 min)

- Rod Hebron
Abfahrt: 30. Platz (2:27,90 min)
Riesenslalom: Rennen nicht beendet
Slalom: im Finale disqualifiziert

- Robert Swan
Slalom: im Vorlauf disqualifiziert

Frauen
- Linda Crutchfield
Abfahrt: 24. Platz (2:03,10 min)
Riesenslalom: 32. Platz (2:05,04 min)
Slalom: 16. Platz (1:43,15 min)

- Karen Dokka
Abfahrt: 28. Platz (2:04,04 min)
Riesenslalom: 34. Platz (2:09,63 min)
Slalom: disqualifiziert

- Nancy Greene
Abfahrt: 7. Platz (1:59,23 min)
Riesenslalom: 16. Platz (1:57,76 min)
Slalom: 15. Platz (1:41,42 min)

- Nancy Holland
Abfahrt: 34. Platz (2:04,53 min)
Riesenslalom: 31. Platz (2:04,39 min)
Slalom: disqualifiziert

### Skilanglauf
Männer
- Eric Luoma
15 km: 61. Platz (1:01:39,8 h)
50 km: Rennen nicht beendet
4 × 10 km Staffel: 15. Platz (2:44:29,1 h)

- Donald MacLeod
15 km: 34. Platz (55:58,5 min)
30 km: 38. Platz (1:42:17,7 h)
4 × 10 km Staffel: 15. Platz (2:44:29,1 h)

- Franz Portmann
15 km: 51. Platz (58:47,0 min)
50 km: Rennen nicht beendet
4 × 10 km Staffel: 15. Platz (2:44:29,1 h)

- Martti Rautio
15 km: 65. Platz (1:02:52,4 h)
30 km: 52. Platz (1:46:18,6 h)
4 × 10 km Staffel: 15. Platz (2:44:29,1 h)

### Skispringen
- Kaare Lien
Normalschanze: 43. Platz (188,3)
Großschanze: 45. Platz (175,3)

- John McInnes
Normalschanze: 53. Platz (166,3)
Großschanze: 50. Platz (167,3)